# 掃帚精
掃帚精，是作為台灣民間傳說中萬善爺（小王爺）部下的妖怪，在祂跟五府千歲爭奪地盤的時候擊傷的對手的大將吳府千歲。

## 傳說
在南鯤鯓代天府的傳說中，五府千歲在最開始來到現在的位置（今臺南市北門區一帶）準備建廟的時候，跟原本已經盤據在當地的小王爺為爭地盤而發生戰爭，其中掃帚精應小王爺的號召，迎戰敵軍大將吳府千歲，並且用斧頭擊傷對手的額頭（另有說法認為是襲擊），使得後來吳府千歲的金身上有個始終無法恢復的傷痕；此外，據說掃帚精也經常妨礙建廟工程、破壞廟的梁柱，讓工作人員不敢繼續工作。

## 現代研究
事實上，在南鯤鯓代天府早期的紀錄《南鯤鯓代天府沿革誌》中，並沒有掃帚精的相關記載，但有因為工程受到不明力量妨礙、吳府千歲出面解決問題的傳說，掃帚精的傳說很有可能是從此演變而來的；另有說法認為吳府千歲頭上的傷痕是萬善爺所傷的。